# صاري كول
صاري كول (بالتركية: Sarıgöl)‏ هي بلدة ومُديريَّة تقع في ولاية مانيسا بتركيا. تصل مساحتها إلى 356.99 كم²، وترتفع عن سطح البحر حوالي 194 م.